# The Happening (pel·lícula de 2008)
The Happening és el sisè llargmetratge del director M. Night Shyamalan protagonitzat per Mark Wahlberg i estrenat l'any 2008. Tracta la història d'una família que fuig d'uns atacs misteriosos que tenen lloc a diverses ciutats de l'est dels Estats Units.

## Argument
Un matí a Central Park (Nova York) la gent comença a actuar de manera estranya. Tenen alternacions en la parla, desorientació física i finalment tendeixen a suïcidar-se. Aquesta estranya pandèmia comença a diferents parcs de Nova York i s'estén ràpidament per la ciutat.
Elliot Moore (Mark Wahlberg) és professor en una escola secundària de ciències a Filadèlfia, i fa classe quan de sobte arriben les notícies d'aquests comportaments suïcides en massa. Decideix deixar enrere la ciutat amb la seva dona, l'Alma Moore (Zooey Deschanel) i el seu amic Julian (John Leguizamo).
Aquest petit grup haurà de sobreviure en condicions extremes aquest estrany virus que fa que la gent se suïcidi.

## Repartiment
- Mark Wahlberg com a Elliot Moore
- Zooey Deschanel com a Alma Moore, esposa d'Elliot
- John Leguizamo com a Julian
- Betty Buckley com a Mrs. Jones
- Ashlyn Sanchez com a Jess, filla de Julian i després filla adoptiva d'Elliot i Alma
- Spencer Breslin com a Josh
- Robert Bailey, Jr. com a Jared
- Jeremy Strong com a Private Auster
- M. Night Shyamalan com a Joey (veu)